# Brina
Brina je žensko osebno ime.

## Izvor imena
Ime Brina je različica ženskega osebnega imena Sabrina.

## Različice imena
- moška različica imena: Brin

## Pogostost imena
Po podatkih Statističnega urada Republike Slovenije je bilo na dan 31. decembra 2007 v Sloveniji število ženskih oseb z imenom Brina: 657.

## Osebni praznik
Imena Sabrina, kakor tudi izpeljanke imena Brina ni med imeni svetnic, zato bi ga po glasovni podobnosti koledarsko morda lahko uvrstilik imenu Sabina.

## Znane osebe
- Brina Švigelj-Mérat,slovenska pisateljica in novinarka
- Brina Vogelnik, slovenska pevka, glasbenica, lutkarica in oblikovalka